# Kingdom Hearts
Kingdom Hearts és un videojoc de joc de rol, sorgit de la unió de Square Enix i Disney. El joc combina personatges i llocs d'algunes pel·lícules de dibuixos animats de Disney amb aquests de la saga Final Fantasy.
A hores d'ara hi ha dues parts d'aquest videojoc i ja s'està parlant de la tercera part.

## Argument
L'acció gira entorn de Sora, un jove que viu a Destiny Islands (Illes del Destí) al costat dels seus amics, Riku i Kairi. Els tres desitgen sortir de l'illa on es troben que és una presó per als seus somnis de coneixement i grandesa, construint així una |assa. Però la nit abans del viatge, una tempesta enfosqueix tota l'illa i apareixen unes criatures anomenades heartless(a la versió espanyola del joc es diuen "sincorazones") (sensecor). Els tres amics se separen. Quan Sora troba Riku, aquest està envoltat per una ombra amb la qual desapareix. Sobtadament, Sora rep la seva arma, la Clau-Espasa (Keyblade), amb la qual es dedicarà a enfrontar-se als sensecor i amb la qual tractarà d'obrir la porta cap a la llum.
El seu món és llavors destruït, i Sora desperta a la Ciutat de Pas, un món on es troba amb l'Ànec Donald i Goofy els quals van ser encarregats de buscar l'amo de la Clau-Espasa per a després reunir-se amb el seu rei, Mickey Mouse. I així comença una aventura a través de mons basats en pel·lícules de Disney i altres de la sèrie de videojocs Final Fantasy. Al llarg del seu viatge, Sora anirà segellant els panys al cor dels mons, evitant així la seva destrucció. Al mateix temps, Riku, creient que Sora no es preocupa per la destinació|destí de la seva amiga Kairi, s'aliarà amb Malèfica, que lidera una organització de dolents Disney. La finalitat d'aquesta organització és capturar set donzelles amb un cor pur, les Princeses del Cor, per obrir la porta al Regne dels Cors, font de poder i saviesa.
Finalment, Sora i els altres aconsegueixen arribar la caserna general de Malèfica, en la qual, Sora s'enfronta a Riku, i aquest li revela que també és un portador de la Clau-Espasa, arrabassant-lo a Sora la seva per apropiar-se d'ella i demostrar-li qui és el verdader "elegit". Sora aconsegueix recuperar la Clau-Espasa en demostrar que el seu cor és molt més fort que el de Riku, el qual, derrotat, accepta l'oferta d'un misteriós encaputxat, el qual li ofereix un gran poder per derrotar a Sora. Riku apareix de nou davant de Sora i els seus amics, amb una Clau-Espasa que obre els cors, l'usa contra Maléfica, transformant-la així en un terrible drac.
Sora s'enfronta de nou a Riku, sol que aquesta vegada no és veritablement ell; sinó Ansem, el científic que va investigar sobre els sensecor (el qual va reflectir en uns informes, ocupant el cos de Riku. Ansem desitja ser part del que ell creu la primera fase de l'existència, la foscor de la qual ell creu que està format el Regne dels Cors. Kairi resulta ser una Princesa del Cor, i el seu cor està unit al de Sora encara que estiguin separats. Sora derrota Ansem en una batalla. Per alliberar el cor de Kairi, Sora es clava a si mateix la Clau-Espasa de Riku, perdent el seu cor (que és el de Kairi), però restaurant així a Kairi i alliberant les altres Princeses. De tota manera, el camí del Regne dels Cors va ser obert.
A partir d'aquest moment, Sora és un sensecor, que intenta protegir Kairi, i aquesta reconeixent el seu amic, el torna de la infinita foscor i torna a ser en Sora. Aquests fugen a causa de la quantitat de sensecors que sorgeix d'aquest. Tornen més tard per segellar el pany i viatjar al Regne dels Cors, on tindrà lloc la batalla final contra Ansem.
Quan la llum de la que està feta el Regne dels Cors derrota Ansem, la porta amenaça de deixar anar milions i milions de sensecor en l'univers. Sora, Donald i Goofy intenten tancar la porta, però la seva força no és suficient. Riku, que ha recuperat el seu cos, els ajuda a tancar-la per l'altre costat, però ell i el Rei Mickey es queden dins. Mickey i Sora combinen les seves Claus-Espasa per tancar la porta al Regne dels Cors. Abans de tancar-se la porta, Riku li demana a Sora que es cuidi de Kairi. La retrobada de Kairi i Sora és molt curta, ja que són separats per la reconstrucció de les Illes del Destí. Sora li promet a Kairi que tornarà amb ella, una vegada se'n va Kairi Sora emprèn un camí cap al castell de l'Oblit.

## Mons del Kingdom Hearts
Els mons en els quals es desenvolupa el joc són en la seva majoria mons de les pel·lícules Disney, encara que també s'han creat alguns nous.
Mons Disney
- País de les Meravelles (Wonderland), procedent de la pel·lícula Alicia en el país de les meravelles
- Coliseu de l'Olimp (Olympus Coliseum), procedent de la pel·lícula Hèrcules
- Agrabah, procedent de la pel·lícula Aladdin
- Monstre (Monstro), procedent de la pel·lícula Pinocho
- Atlàntica (Atlantica), procedent de la pel·lícula La Sirenita
- Ciutat de Halloween (Halloween Town), procedent de la pel·lícula Malson abans de nadal
- El País de Mai més (Neverland), procedent de la pel·lícula Peter Pan
- Bosc dels Cent Acres (100 Acre Wood), procedent de l'univers de Winnie the Pooh

Mons Nous
- Illes de Destí (Destiny Islands)
- Ciutat de Pas (Traverse Town)
- Bastió Buit (Hollow Bastion)
- Fi del Món (End of the World)

## Sistema de joc
El sistema de joc de KH no és massa complicat. La base és avançar per escenaris enormes eliminant al pas desenes d'enemics gràcies a la nostra clau espasa, modificable a mesura avançàvem en el joc com comentarem més endavant. Les batalles d'aquesta manera eren en temps real i, malgrat el frenètiques i dinàmiques que resultaven, no presentaven el més mínim alentiment en pràcticament cap moment. Una de les majors aportacions de Kingdom Hearts al gènere és el denominat "blanc fix", una espècie de cursor que guia els nostres atacs directament cap a un enemic.
La modificació de la clau espasa és una constant en tot el joc. A mesura completem mons, anirem adquirint una sèrie de clauers que aplicar a la nostra clau. Amb ells modificarem els paràmetres bàsics del nostre arma; a més, és més poderosa una en certes ocasions que una altra, oferint-nos ics clauer més punts màgics, restant-nos agilitat, etcètera. Com en tot RPG, aquí també pujarem de nivell.

## Banda Sonora
No és forassenyat afirmar que Yoko Shimomura, compositora de Squaresoft de jocs com Legend of Raja, ens va regalar una de les millors OST's de la història dels videojocs. Les més de 80 melodies que componen els 2 CDs de la banda sonora així ho demostren, quan cançó a cançó se'ns va encongint el cor en els temes lents i se'ns puja l'ànim en els ràpids. Si ja això ens ocorre amb la música "sola", el joc serà una sensació molt més impactant. Gens més començar se'ns regala una de les millors composicions de PS2, el Dearly Beloved, a més de Hikari/Simple and Clean, cantada en japonès i anglès per l'artista japonesa Utada Hikaru, la veu de la qual sorprèn per la seva qualitat. Comentar que cada món disposava d'una música distinta per als combats, a més d'altra per a ambientar.

## Totes les plataformes de Kingdom Hearts
Kingdom Hearts - Play Station 2
KH Final Mix
KH Chain of Memories - Game Boy Advance
Kingdom Hearts II - Play Station 2
KH2 Final Mix+
Kingdom Hearts III - Play Station 3
Kingdom Hearts: Birth by Sleep - PSP
Kingdom Hearts 358/2 Days - Nintendo DS
Kingdom Hearts coded - Mòbil
Kingdom Hearts RE: Coded - Nintendo DS
Kingdom Hearts Mobile - Mòbil
Kingdom Hearts 3D - Mòbil i, pròximament, a Nintendo 3DS
Kingdom Hearts TCG - Mòbil
Kingdom Hearts Manga - La sèrie
Cronològicament, la història de la saga va així:
Kingdom Hearts: Birth by Sleep - PSP
Kingdom Hearts - Play Station 2 
KH Final Mix - Play Station 2 (només NTSC-J)
KH Chain of Memories - Game Boy Advance 
KH RE:Chain of Memories - Play Station 2 (només regions NTSC (no PAL: Amèrica i Japó))
Kingdom Hearts 358/2 Days - Nintendo DS
Kingdom Hearts II - Play Station 2 
KH2 Final Mix+ - Play Station 2 (només NTSC-J)
Kingdom Hearts 3 - Play Station 3 
Kingdom Hearts Coded i Kingdom Hearts RE: Coded van al mateix lloc, en un punt després de Kingdom Hearts II

## Personatges
Ja que Kingdom Hearts fou una col·laboració entre Disney i Square Enix, aquest joc presenta una barreja entre personatges coneguts de Disney i Square, igual que nous personatges dissenyats i creats per Nomura.[20] El personatge principal del joc és en Sora, qui és escollit per dur la "Keyblade" (clau-espasa), una arma per a lluitar contra la foscor. En el joc també es presenten dos dels seus amics, na Kairi i en Riku. A la major part del joc, en Sora rep suport de l'ànec Donald i d'en Goofy. Donald, el mag de la cort, i en Goffy, el capità de la guàrdia real,[21] foren enviats des del castell Disney per a trobar la Keyblade.[22] Els tres uneixen forces per a trobar el rei Mickey Mouse, na Kairi i en Riku. El principal villà és n'Ansem, qui cerca trobar poder i saviesa tot usant les bestioles de la foscor anomenades "sense-cor". Els sensecors, cors corromputs per la foscpr, conformen la majoria d'enemics que es poden trobar durant el joc i compten amb diferents formes i mides.
Com que es dona el fet que Kingdom Hearts és un joc per explorar els universos ficticis de les pel·lícules de la factoria Disney, hi ha més de 100 personatges de Disney. [23] [24] Mentre qualcuns són personatges principals a la trama, els altres apareixen en girigalls, com els cadellets de 101 Dàlmates. La majoria de mons també presenten un villà de Disney que ha d'ésser combatut. El jugador pot invocar diversos personatges Disney per a batallar devora en Sora, tot fent que en Donald i en Goofy es retirin del camp de batalla durant la invocació.
Square també incorporà diversos dels personatges més coneguts de la saga Final Fantasy en el joc, tot i que foren lleugerament modificats com una novetat i per a encaixar-los a la trama del joc. A les "Illes del Destí", el jugador coneix versions més joves d'en Tidus, en Wakka (ambdós de Final Fantasy X) i na Selphie Tilmitt (de Final Fantasy VIII). A "Ciutat de Passada", el jugador es troba n'Squall Leonhart (conegut en el joc com "Lleó") de Final Fantasy VIII i a n'Aerith Gainsborough, en Cid Highwind i na Yuffie Kisaragi de Final Fantasy VII.[13] S'havia previst que en Rikku de Final Fantasy X i n'Irvine Kinneas de Final Fantasy VIII facin aparicions girigalls, però foren substituïts per na Yuffie i en Wakka respectivament.[25] [26] En Cloud Strife i en Sephiroth (ambdós de Final Fantasy VII) apareixen al Coliseu de l'Olimp, on el jugador pot lluitar contra ells en tornejos.
El joc també fa servir altres elements de Final Fantasy. Els moguris apareixen per a donar-nos descripcions al voltant dels objectes.[1] Diverses armes, com "Lionheart" i "Save the Queen"; tenen el mateix nom d'altres armes de jocs anteriors de la saga Final Fantasy. El sistema de nomenclatura màgica a Kingdom Hearts (ex. Fire, Fira, Firaga, etc.) és idèntic al de Final Fantasy. Els noms de diversos encanteris són també noms de blocs Gummi i diverses armes, encanteris, caps i monstres tenen els noms dels plànols de la nau Gummi.

## Versions "Remake" a les regions NTSC
A les regions es van fer versions ampliades dels jocs, que inclouen nous monstres secrets, videos secrets i modes de dificultat.
- Kingdom Hearts: Final Mix
- Kingdom Hearts RE: Chain of Memories
- Kingdom Hearts II
- Kingdom Hearts II: Final Mix +